# Демо (Бреша)
Демо је насеље у Италији у округу Бреша, региону Ломбардија.
Према процени из 2011. у насељу је живело 781 становника. Насеље се налази на надморској висини од 465 м.